# Lustenau (Linz)
Lustenau ist eine ehemalige Gemeinde, die 1873 in die oberösterreichische Landeshauptstadt Linz eingemeindet wurde und bis 2013 einen Stadtteil bildete. Dieser umfasste das Makartviertel, das Franckviertel und das Hafenviertel und ist nach dem ehemaligen Augebiet Lustenau benannt.
Es besteht nach wie vor die gleichnamige Katastralgemeinde.

## Geografie
Der Stadtteil Lustenau liegt östlich und südöstlich des Zentrums der oberösterreichischen Landeshauptstadt Linz.
Die Katastralgemeinde Lustenau (KG 45204) grenzt im Süden an die Katastralgemeinden St. Peter (KG 45208) und Waldegg (KG 45210), im Westen an die Katastralgemeinde Innenstadt (KG 45203), im Norden an die Katastralgemeinden Urfahr (KG 45212) und Katzbach (KG 45214) und im Osten an die zwei Steyregger Katastralgemeinden Lachstadt (KG 45630) und Steyregg (KG 45641).
Die weiteste Ausdehnung von Osten nach Westen beträgt rund 2,9 Kilometer, von Norden nach Süden rund 3,9 Kilometer.

## Geschichte
Das Augebiet Lustenau könnte ebenso wie der Edelsitz Lustenfelden (der spätere Freisitz Posthof) seinen Namen vom großen Hausmeninger Lusfeld bekommen haben.
Von 1957 bis 2013 war Lustenau nicht nur Katastralgemeinde, sondern sogar einer der neun offiziellen Linzer Stadtteile, der die statistischen Bezirke Makartviertel, Franckviertel und Hafenviertel umfasste. Seit dem Jahr 2014 erstreckt sich Lustenau auf den gesamten statistischen Bezirk Franckviertel, den nördlichen Teil des statistischen Bezirks Industriegebiet-Hafen (Hafenviertel) und die östlichen Teile der statistischen Bezirke Bulgariplatz (Makartviertel) und Kaplanhof.

## Ortsteile

### Hafenviertel

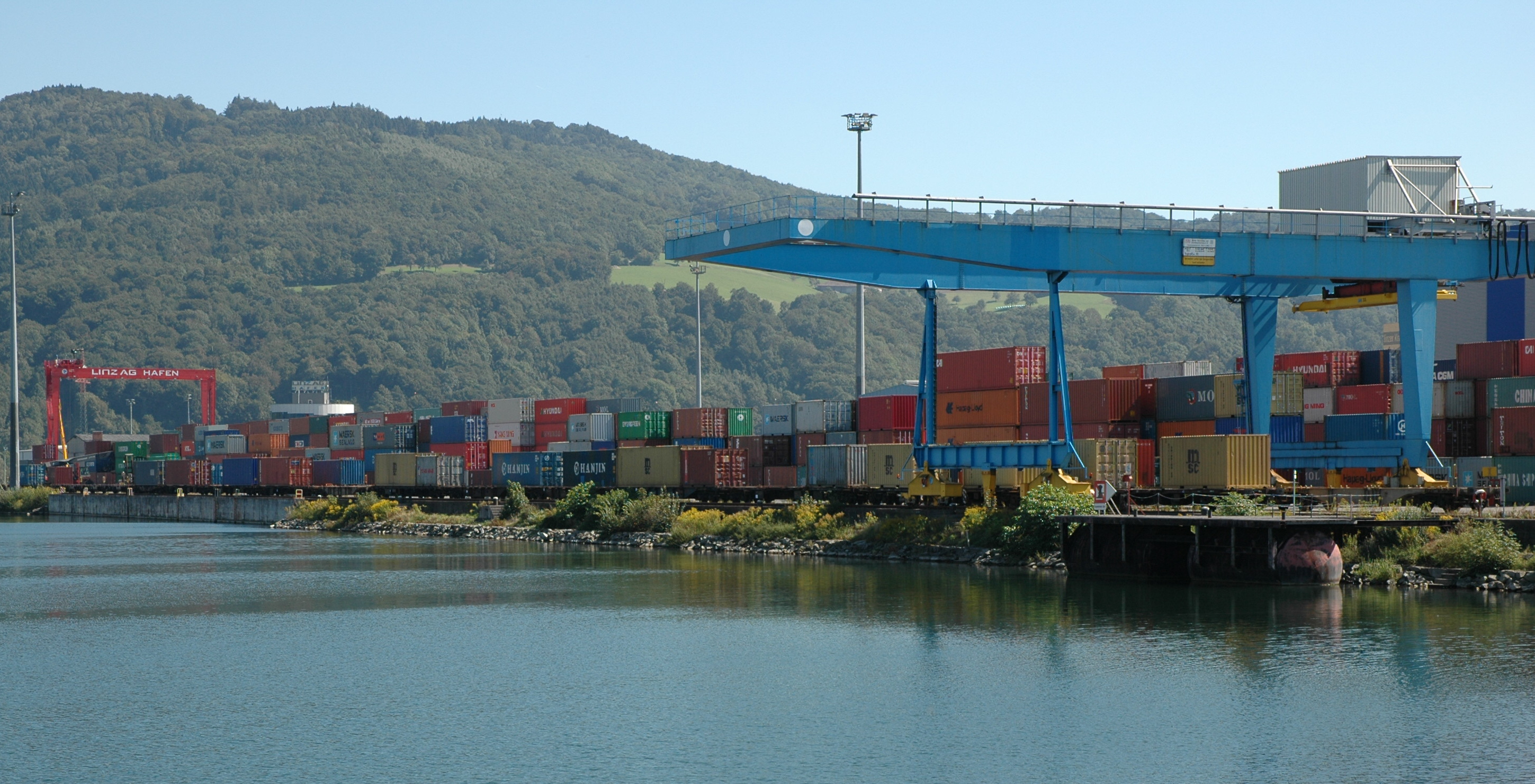
Der Containerhafen im Linzer Handelshafen.

Das Hafenviertel im Osten von Lustenau hat eine Fläche von 5,53 Quadratkilometern. In ihm befinden sich der Winterhafen, der Handelshafen sowie der Tankhafen, wodurch das Hafenviertel über den größten Wasseranteil aller Linzer Stadtbereiche verfügt. Lediglich der Voest-Hafen befindet sich als einziger Linzer Hafen nicht im Lustenauer Hafenviertel, sondern im südlich angrenzenden Stadtteil St. Peter. Das Hafenviertel ist durch Großhandelsbetriebe, Lagerhallen sowie einigen Industrie- und Gewerbebetrieben geprägt. Zahlreiche Gleisanlagen für die Handels- und Industriebetriebe im Hafengebiet sind ebenso kennzeichnend für das Viertel wie die Stadtautobahn, die das Viertel in nordsüdlicher Richtung durchquert. Die wenigen Wohnhäuser befinden sich im Nordwesten des Viertels, das insgesamt nur 1.277 Einwohner zählt (1. Jänner 2006).

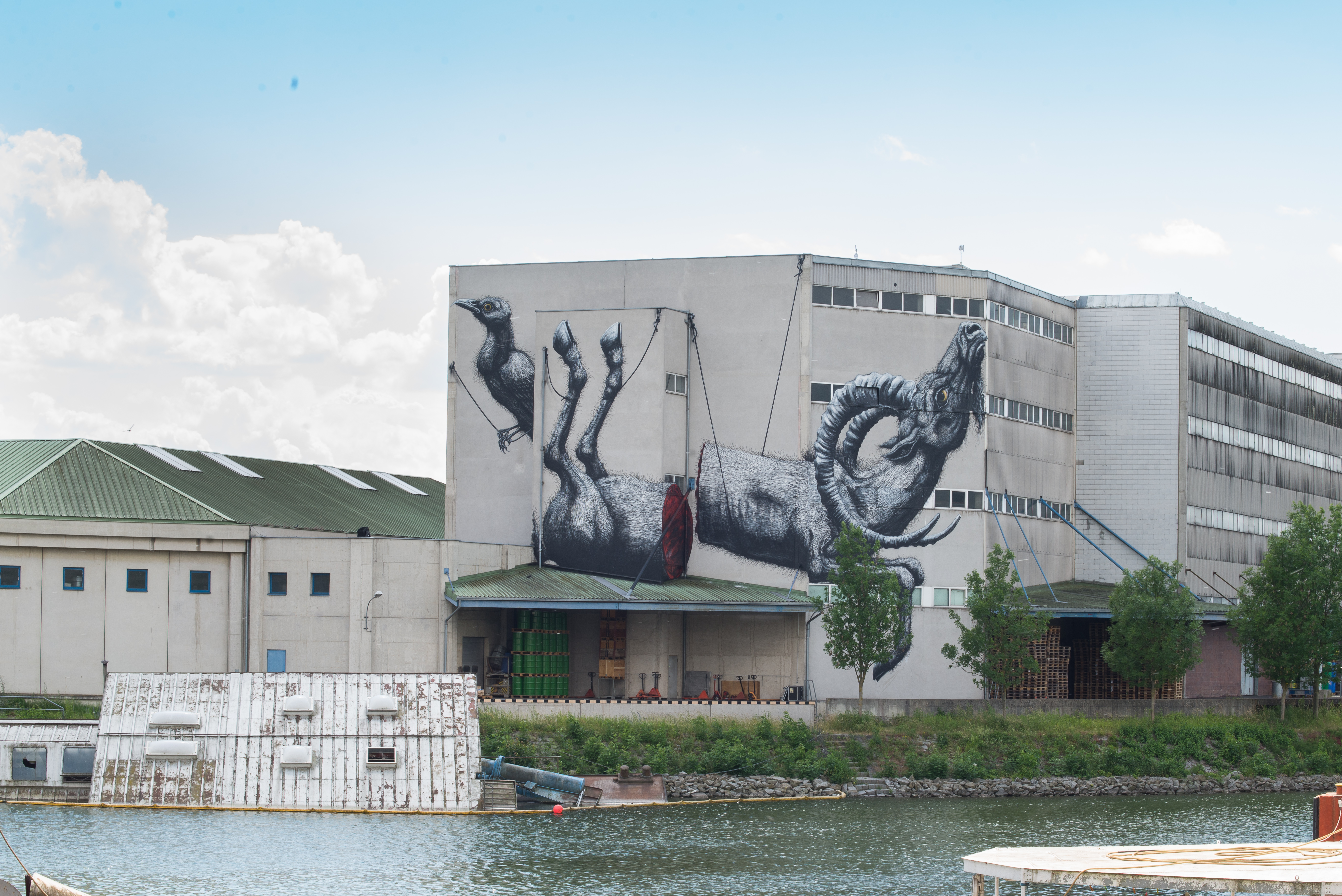
Mural Harbor. Großflächige Wandmalereien im Linzer Hafen

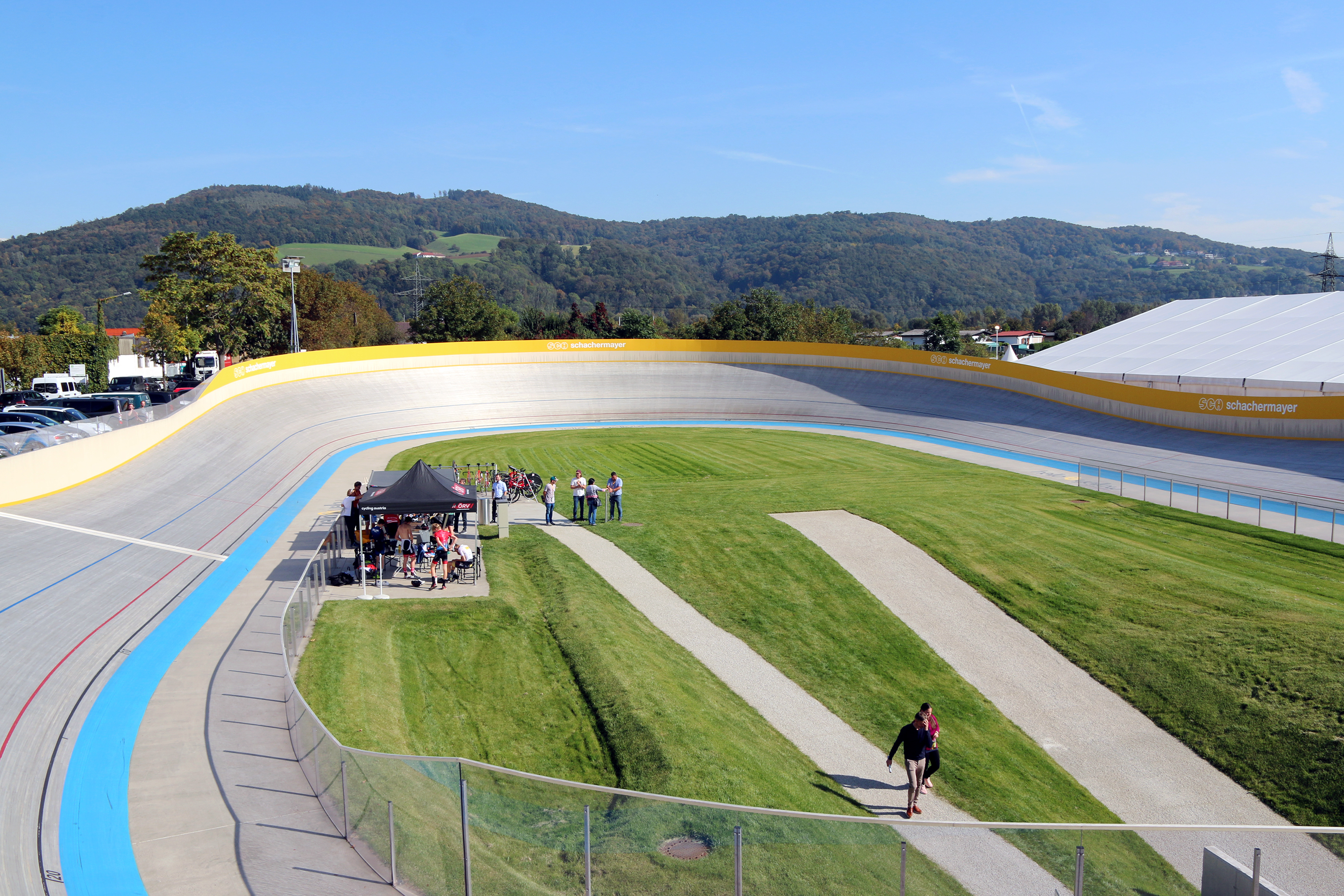
Hello yellow Velodrom

Die wenigen Freizeit, Sport, Kultur, religiösen oder sonstigen Einrichtungen sind von Nord nach Süd der beliebte Badestrand an der Donau, im Winterhafen mehrere Sport- und Bootsvereine. Um die Posthofstraße finden sich die Serbisch-Orthodoxe Kirche Zum Heiligen Basilius von Ostrog, der Posthof und die Mural Harbor Gallery, und an der Prinz-Eugen-Straßen das Großkino Cineplexx (auf dessen Parkplatz sonntags ein Flohmarkt stattfindet) sowie der Hello yellow Pumptrack und das Velodrom. Entlang der Donau befinden sich auch der Modellflugplatz Linz sowie der Flugplatz Linz-Ost für Segelflugzeuge sowie Motorsegler.

### Franckviertel
Das Franckviertel ist durch zahlreiche Wohnanlagen, die großteils in der Zwischenkriegszeit für die Arbeiter der Linzer Industriegebiete errichtet wurden gekennzeichnet. Auf eine Fläche von 1,51 Quadratkilometern beherbergt das Franckviertel 9.237 Einwohner (1. Jänner 2006). Den Beinamen „Glasscherbenviertel“ erhielt dieser Stadtteil aufgrund einer Glasfabrik, die sich bis vor 40 Jahren in der Garnisonstraße befand und vielen Bewohnern des Viertels Arbeit bot. Sie musste einer Bundesheerkaserne weichen. Markantestes Bauwerk des Franckviertels ist die Don-Bosco-Kirche.

### Makartviertel

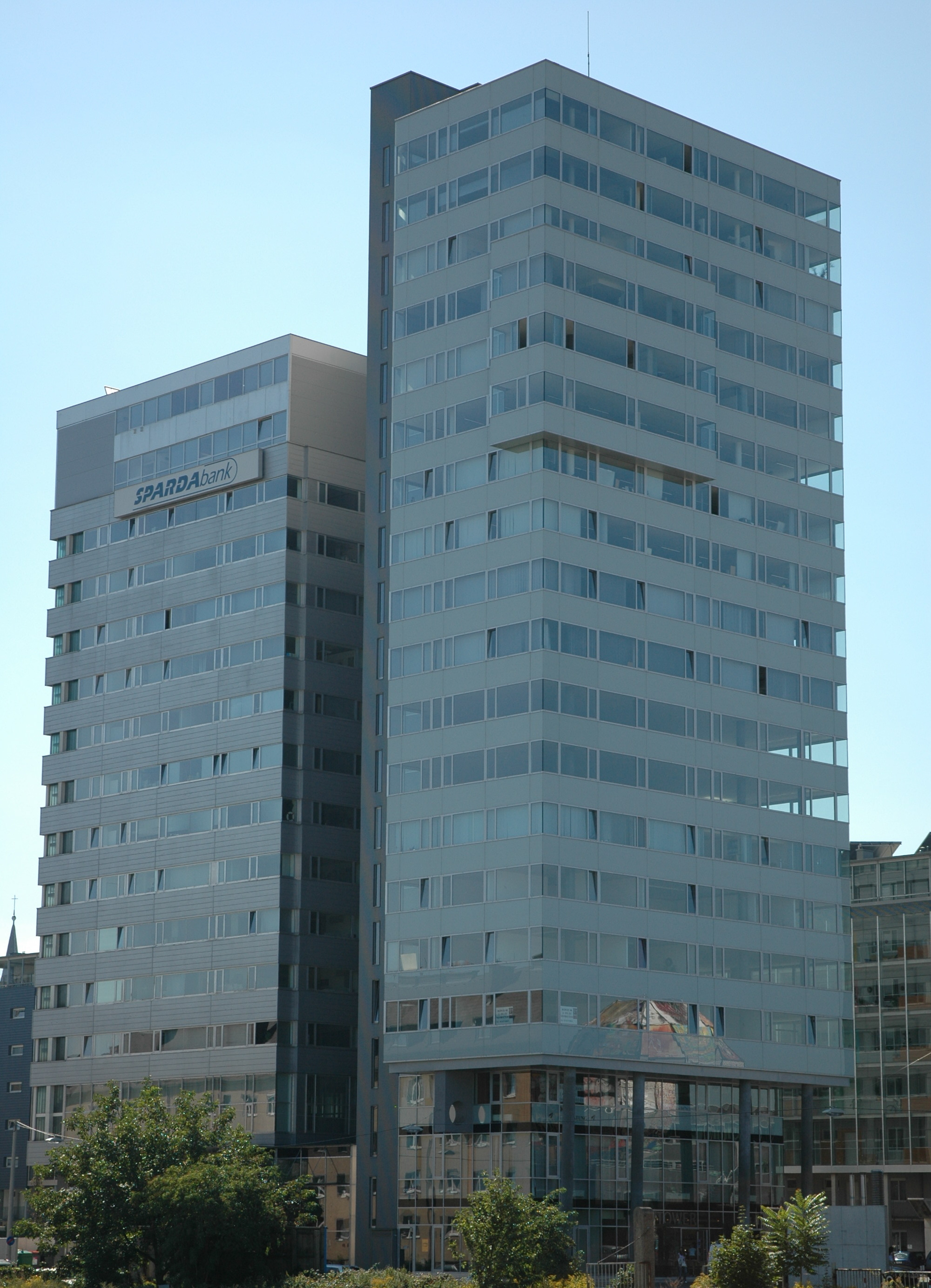
Das Bürohochhaus City Tower, Bestandteil des 2004 fertiggestellten und 291 Wohnungen umfassenden Projekts Lenaupark.

Das Makartviertel, das bis 2013 ein eigener statistischer Bezirk gewesen war, liegt im Südosten des Zentrums von Linz und im südwestlichen Lustenau. Das 1,73 Quadratkilometer große Viertel wird im Norden und Osten durch die Westbahn begrenzt, die mit ihren Neben- und Abstellgleisen einen breiten Streifen am Rande des Makartviertels in Anspruch nimmt. Das Makartviertel grenzt im Norden an das Neustadtviertel, im Osten an das Franckviertel, im Süden an das Wankmüllerhofviertel, den Spallerhof und St. Peter und im Westen an das Andreas-Hofer-Platz-Viertel. Der Flächenanteil am Stadtgebiet von Linz beträgt 1,8 %.
Nach der Eingemeindung wurden Ende des 19. Jahrhunderts als Fortsetzung des Neustadtviertels auch hier, wenn auch in kleinerem Maßstab vor allem entlang der Wiener Straße die typischen Gründerzeithäuser in rasterförmiger Bauweise errichtet. Der südöstliche Bereich des Viertels entwickelte sich zu einem Arbeiterviertel, was durch die Ansiedlung von Industrie gefördert wurde. Hauptarbeitgeber war bis in die Nachkriegszeit die Poschacher-Brauerei, die einen Aufstieg von einer kleinen Lokalbrauerei zur Großbrauerei erlebte.

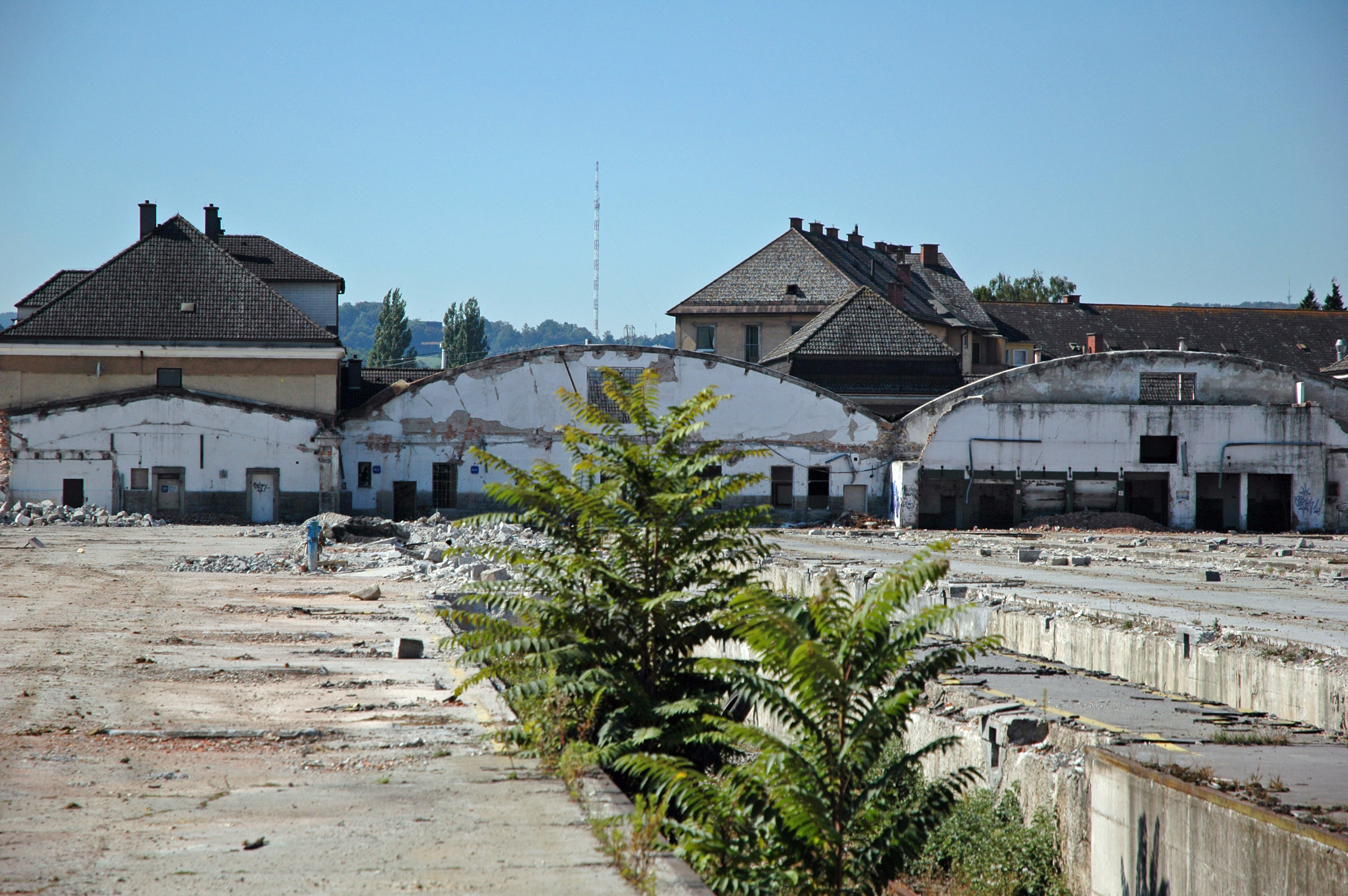
Am mittlerweile bereits vollständig abgerissenen Frachtenbahnhof soll in den nächsten Jahren ein neuer Stadtteil entstehen

Ab den 1950er Jahren wurden zahlreiche Wohngebäude errichtet, etwa das Lenau-Hochhaus. Dadurch entstand ein eher uneinheitliches Stadtbild. Die trotz der zentrumsnahen Lage schwache Infrastruktur und der starke Durchzugsverkehr machten das Viertel unattraktiv. Seit den 1990er Jahren ist man darum bemüht, die Lebensqualität des Viertels zu verbessern, wobei mit dem Bau des „Lenauparks“, einem modernen Wohn- und Büroviertel mit den zwei Hochhäusern City Tower 1 + 2, ein entscheidender Schritt gesetzt wurde. Infolge dieses Impulses wurden im gesamten Viertel viele Renovierungs- und Erneuerungsmaßnahmen begonnen, die Bausubstanz verbessert und alte Baulücken geschlossen. Bis vor kurzem kennzeichnete auch der ehemalige Frachtenbahnhof das Erscheinungsbild des kleinen Stadtviertels enorm. Da er jedoch seit Jahren nicht mehr benötigt wird, wurde er im Jahr 2006 abgerissen und wird in den kommenden Jahren die Fläche für ein neues Wohnviertel bereitstellen. Zu Beginn des Jahres 2006 zählte das Makartviertel 6.560 Einwohner.
Weitere öffentliche Gebäude und Einrichtungen auf dem Gebiet des Makartviertels sind die Herz-Jesu-Kirche, der St. Barbara-Friedhof, der jüdische Friedhof, das Berufsförderungsinstitut und die Hamerlingschule.

## Wirtschaft
In Lustenau befinden sich zahlreiche Industrie- und Handelsbetriebe. Der gesamte Linzer Hafen befindet sich in diesem Stadtteil.